# Tkuma
Tkuma (תקומה), Befrielse, israeliskt högerparti anslutet till valkoalitionen Nationella Unionen.
Partiet bildades 1998, under namnet Emunim (אמונים), av Hanan Porat och Zvi Hendel efter att dessa lämnat Nationalreligiösa partiet. 
Senare bytte partiet namn till Tkuma och bildade tillsammans med Moledet och Herut valkoalitionen Nationella Unionen, som man fortfarande tillhör trots att andra partier lämnat och anslutit sig till unionen.
I de senaste valen till Knesset tillföll två av unionens nio mandat Tkumas parlamentariker Zvi Hendel och Uri Ariel.